# The Wall
| Recensione    | Giudizio |
| ------------- | -------- |
| AllMusic      |          |
| Rolling Stone |          |

The Wall è l'undicesimo album in studio del gruppo musicale britannico Pink Floyd, pubblicato nel 1979 dalla Harvest/EMI in Europa e in Giappone, e dalla Columbia/Sony nel resto del mondo.
Si tratta di un'opera rock incentrata sulla storia di un personaggio fittizio: una rockstar di nome Pink che, a causa di una serie di traumi psicologici, arriva a costruirsi un "muro" mentale attorno ai propri sentimenti dietro al quale si isola. I disagi, soprattutto infantili, che portano Pink a questa scelta drammatica sono la morte del padre verso la fine della seconda guerra mondiale, la madre iperprotettiva, gli insegnanti scolastici eccessivamente autoritari ed avvezzi alle punizioni corporali e i tradimenti della moglie.
Il bassista del gruppo, Roger Waters, prese ispirazione per la creazione dell'album durante l'In the Flesh Tour, nel 1977. Il personaggio di Pink è ispirato dalle proprie esperienze personali e quelle dell'ex-membro e fondatore dei Pink Floyd Syd Barrett.
Richard Wright partecipò tardivamente alla registrazione dell'album in quanto si era trasferito in Grecia con la sua nuova moglie e, per questo motivo (come spiegato da Mason nel suo libro) Waters litigò con lui cacciandolo dal gruppo ma facendolo restare come turnista durante il tour promozionale.
Il successo dell'album fu enorme: fu l'album più venduto negli Stati Uniti d'America nel 1980, divenendo uno degli album doppi più venduti nella storia. Si è inoltre posizionato all'87º posto nella lista dei 500 migliori album secondo Rolling Stone.
Vennero rinomati gli effetti scenici usati nel tour che seguì, considerati da molti fan e critici innovativi per quel periodo. Gli stessi Pink Floyd, dopo aver pubblicato The Final Cut, non si esibirono più dal vivo fino all'abbandono di Roger Waters nel 1985. Essi non presero nemmeno in considerazione l'idea di un nuovo tour per promuovere l'album successivo, ritenendo infatti troppo difficoltoso competere con gli spettacoli precedenti di The Wall. Ciò è testimoniato da Nick Mason nel suo libro Inside Out - La prima autobiografia dei Pink Floyd. All'album seguì anche il film Pink Floyd The Wall diretto nel 1982 da Alan Parker.

## Produzione
Durante l'ultimo concerto del tour In the Flesh, eseguito il 6 luglio 1977 allo Stadio Olimpico di Montréal, un gruppo di spettatori in prima fila irritarono Waters con le loro urla a tal punto che il bassista arrivò a sputare addosso a uno di loro. L'intera band si sentiva a disagio nell'esibirsi davanti ad un pubblico così numeroso ma Waters in particolare fu il più influenzato dalla situazione, tant'è che, infortunatosi a un piede dopo aver litigato con il manager Steve O'Rourke, parlò con uno psichiatra con il quale si trovava in auto del distacco che sentiva dal tour, del suo odio per le esibizioni negli stadi e della barriera che percepiva tra lui e il pubblico durante i concerti. Così, mentre Gilmour e Wright si trovavano in Francia per registrare degli album solisti e Mason partecipava alla realizzazione dell'album Green di Steve Hillage, Waters cominciò a scrivere nuovo materiale. L'incidente dello sputo diventò la base per un nuovo concept, basato sul distacco tra il pubblico e gli artisti. Waters presentò alla band due nuovi progetti: una demo di circa novanta minuti intitolata Bricks in the Wall e un'altra che sarebbe poi diventata il suo primo album solista, The Pros and Cons of Hitch Hiking.

Fu scelta la prima come loro successivo album. Gilmour e Mason vollero essere cauti inizialmente con il progetto, dato che Waters aveva fornito solo un'idea di base per l'album. La band fu comunque costretta ad intraprendere la creazione dell'opera, data la terribile situazione finanziaria in cui si trovava in quel periodo; essa avrebbe dovuto contenere 26 canzoni, divise su due dischi. Fu ingaggiato come co-produttore Bob Ezrin, che aveva di recente lavorato al primo album solista di Peter Gabriel. Waters mise subito in chiaro le cose con il produttore:
(Roger Waters)
La band ed Ezrin cominciarono la preparazione dell'album, la maggior parte del quale è opera di Waters: Gilmour lavorò attivamente solo ad alcune canzoni come Young Lust, Run Like Hell e Comfortably Numb ed Ezrin collaborò per il brano The Trial. Ezrin e Waters si impegnarono sulla storia, partendo dal lavoro autobiografico del bassista per poi ampliarlo, modificandolo in molte sue parti, giungendo alla creazione del personaggio protagonista dell'album: Pink.

## Trama e struttura
Pink è una rock star che, anche a causa dei tragici avvenimenti della propria esistenza come la morte del padre in guerra durante i suoi primi mesi di vita, la disumanizzante spersonalizzazione della scuola, l'iperprotettività della madre, l'alienante vita del mondo dello spettacolo, il divorzio dalla moglie, si chiude in se stesso, dietro un metaforico muro. Dopo un'introduzione sull'infanzia e la prima giovinezza del protagonista (disco 1 – lato A), Pink, ormai divenuto una celebrità, comincia ad analizzare il suo difficile rapporto con la madre e i fan (disco 1 – lato B). Intanto, il legame tra Pink e la moglie si è ormai incrinato a causa della loro reciproca incomunicabilità. Il muro psicologico che Pink erige fra se stesso e il resto del mondo raggiunge il suo compimento a metà della storia, lasciandolo solo più che mai.
Chiuso in un paranoico isolamento, Pink è in balia dei propri gestori, che lo salvano da un'overdose solo al fine di sbatterlo su un palco (Comfortably Numb) per il suo ennesimo concerto, che Waters immagina come causa e prodotto di una forte massificazione giovanile: la perdita di identità delle masse degli adolescenti è determinata e sfruttata anche dal sistema delle rock star, il cui seguito acritico ricorda l'adesione del popolo ai regimi autoritari.
In un momento di lucidità, Pink capisce che potrà vincere la propria solitudine in un solo modo: analizzando la propria vita. Così si apre un processo mentale (The Trial), con tanto di accusa, giudice e testimoni a carico (il maestro, la moglie e la madre), il cui esito immaginato da Pink è una sentenza che lo condanna ad abbattere il muro, eliminando le proprie difese e integrandosi con il resto dell'umanità. Il doppio album si chiude con la ballata Outside the Wall in cui l'autore spiega come sia difficile rimanere sempre sani di mente:
Alla fine della traccia, si ode la voce di Waters che dice: Isn't this where we came in? («Non è da qui che siamo entrati?»); la frase però è troncata a metà e la sua coda si trova all'inizio del disco, assieme alle ultime note della canzone, dando così un senso di circolarità all'intero album.
A parte le obbligatorie interruzioni di facciata del formato in vinile, i brani dell'album sono tutti collegati fra loro attraverso effetti sonori o dialoghi, intesi come reali o frutto della fantasia e dei ricordi del protagonista (le voci dell'insegnante, di una groupie, del tour manager o del leader di un raduno fascista che parla con un megafono, un elicottero, gli impulsi di un telefono, ecc.) o ancora come provenienti da un televisore, sintonizzato su film comici o di guerra.

## Copertina
La copertina dell'edizione originale dell'album rappresenta un muro formato da mattoni bianchi priva completamente di scritte; nell'edizione in cassetta e in CD compariva anche la scritta «Pink Floyd The Wall». Sulle buste interne che contenevano i due dischi erano stampati i testi delle canzoni.

## I concerti

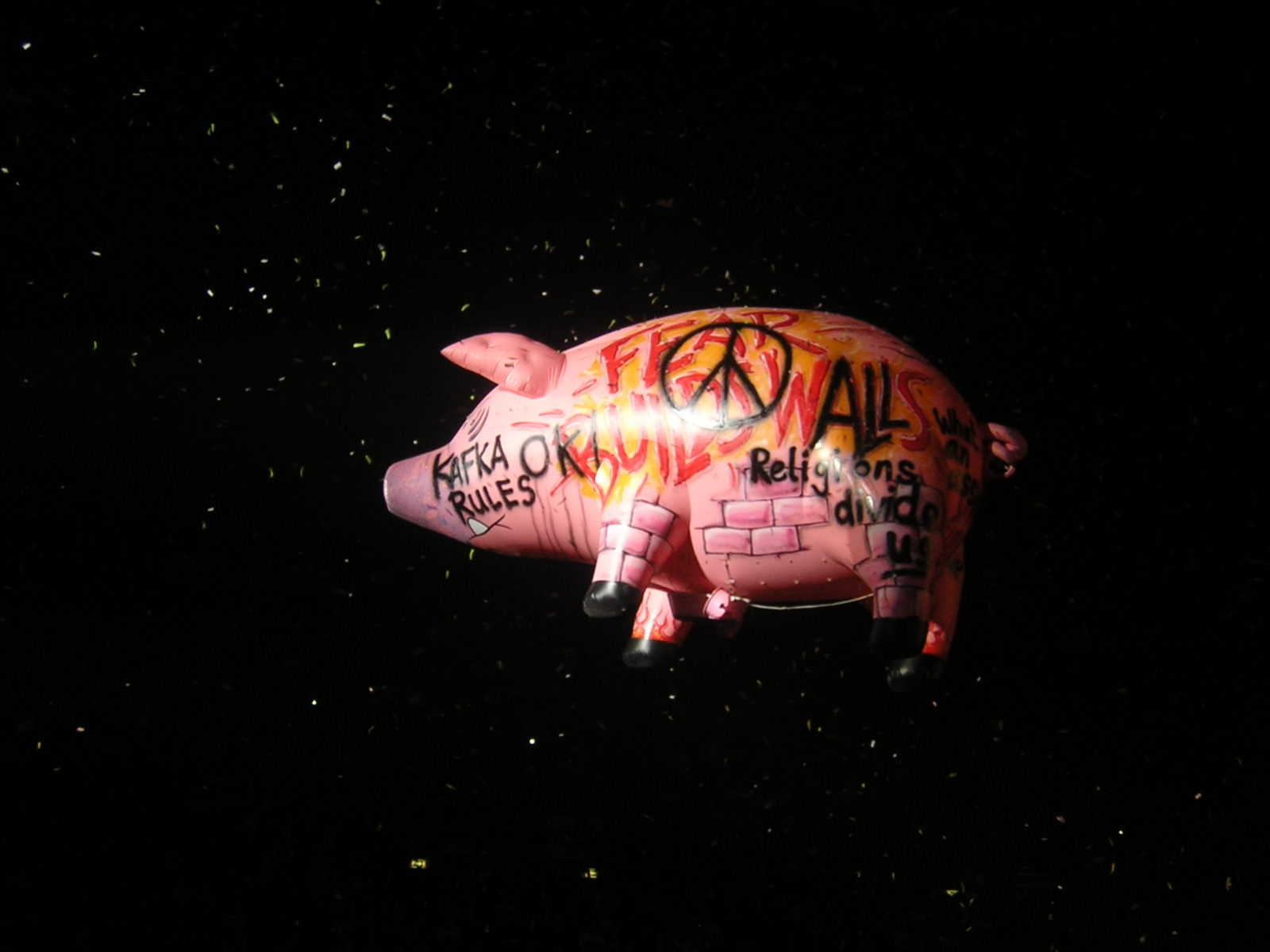
Il Pink Floyd Pig, Algie, usato nei tour di In The Flesh e The Wall

Per promuovere l'album, il gruppo intraprese il The Wall Tour durante il 1980 e il 1981. All'inizio di ogni concerto, saliva sul palco la cosiddetta "Surrogate Band", quattro persone che indossavano maschere che riproducevano il volto dei veri membri della band. Questa particolare trovata ha poi ispirato la copertina del doppio album dal vivo Is There Anybody Out There? The Wall Live 1980-81, pubblicato nel 2000. Dopo essere giunta sul palco la vera band, il concerto andava avanti accompagnato dalla proiezione di cartoni animati creati da Gerald Scarfe, su di uno schermo circolare. A metà dello spettacolo, tra Another Brick in the Wall Part III e Goodbye Cruel World, in pochi minuti, veniva completato un muro di mattoni di polistirolo che divideva il pubblico dal gruppo. Durante Comfortably Numb, Roger Waters usciva dal muro indossando un camice bianco, mentre David Gilmour veniva innalzato al di sopra di esso. Alla fine del concerto, il muro veniva fatto crollare. Durante il tour venne impiegato anche il maiale gonfiabile, Algie, già usato per la copertina di Animals. Anziché essere rosa, questa volta era nero, con il logo dei martelli incrociati dipinto sul fianco. Roger Waters teneva spesso anche dei dialoghi col maiale volante tra le esecuzioni di In the Flesh e di Run Like Hell.

## Il film
Alcuni anni dopo Alan Parker dirigerà il film Pink Floyd The Wall, trasposizione cinematografica dell'album
con il contributo grafico di Gerald Scarfe. L'attore protagonista sarà Bob Geldof.
Fu presentato in anteprima al 35º festival di Cannes, il 22 maggio 1982, a mezzanotte. Nel film vengono mostrati circa venti minuti delle animazioni originali di Gerald Scarfe create per i concerti.

## Tracce
Testi e musiche di Roger Waters, eccetto dove indicato.
Disco 1
- Lato A

1. In the Flesh? – 3:19
2. The Thin Ice – 2:28
3. Another Brick in the Wall Part 1 – 3:10
4. The Happiest Days of Our Lives – 1:50
5. Another Brick in the Wall Part 2 – 3:59
6. Mother – 5:32

- Lato B

1. Goodbye Blue Sky – 2:48
2. Empty Spaces – 2:07
3. Young Lust – 3:31 (Roger Waters, David Gilmour)
4. One of My Turns – 3:36
5. Don't Leave Me Now – 4:16
6. Another Brick in the Wall Part 3 – 1:14
7. Goodbye Cruel World – 1:14

Disco 2
- Lato A

1. Hey You – 4:41
2. Is There Anybody Out There? – 2:40
3. Nobody Home – 3:25
4. Vera – 1:33
5. Bring the Boys Back Home – 0:50
6. Comfortably Numb – 6:49 (David Gilmour, Roger Waters)

- Lato B

1. The Show Must Go On – 1:36
2. In the Flesh – 4:16
3. Run Like Hell – 4:22 (David Gilmour, Roger Waters)
4. Waiting for the Worms – 3:58
5. Stop – 0:30
6. The Trial – 5:19 (Roger Waters, Bob Ezrin)
7. Outside the Wall – 1:42

### Versione speciale
1. In the Flesh? – 4:06
2. The Thin Ice – 2:31
3. Another Brick in the Wall Pt. 1 – 3:12
4. The Happiest Days of Our Lives – 1:40
5. Another Brick in the Wall Pt. 2 – 4:05
6. Mother – 5:38
7. Goodbye Blue Sky – 2:44
8. Empty Spaces – 3:02
9. Young Lust – 4:00
10. One of My Turns – 3:52
11. Don't Leave Me Now – 4:34
12. Another Brick in the Wall Pt. 3 – 1:15
13. Goodbye Cruel World – 2:02
14. Hey You – 4:35
15. Is There Anybody Out There? – 3:05
16. Nobody Home – 3:30
17. Vera – 1:37
18. Bring the Boys Back Home – 0:54
19. Comfortably Numb – 6:34
20. The Show Must Go On 1:25
21. In the Flesh – 4:18
22. Run Like Hell – 4:30
23. Waiting for the Worms – 4:15
24. Stop – 1:02
25. The Trial – 5:31
26. Outside the Wall – 4:45

### Immersion Edition
Nel 2011 è uscita una nuova edizione dell'album che contiene 6 dischi audio e un DVD, oltre a vari gadget:
- Dischi 1/2: I primi due dischi sono il doppio disco originale rimasterizzato.
- Dischi 3/4: Il terzo e il quarto disco contengono le stesse tracce del doppio disco in versione demo.
- Dischi 5/6: Il quinto e il sesto disco sono il doppio album dal vivo Is There Anybody Out There? The Wall Live 1980-81.
- DVD: Video promozionale di Another Brick in the Wall Part 2, il documentario Behind the Wall, intervista a Gerald Scarfe ed estratti video e animazioni tratti dal concerto a Earls Court.

## Formazione
Gruppo
- Roger Waters – voce (eccetto traccia 7 Disco 2) e cori, basso elettrico, sintetizzatore EMS VCS3, chitarra acustica in Mother e Vera, chitarra ritmica in Another Brick in the Wall Part 3
- David Gilmour – chitarra principale e acustica, voce (Disco 1: tracce 2, 5–7, 9 e 11; Disco 2: tracce 1–2, 6–7 e 10), cori e armonie vocali, basso elettrico, pedal steel guitar, sintetizzatore Prophet-5 e ARP Quadra, percussioni, rototoms in The Show Must Go On, clavinet in Empty Spaces
- Nick Mason – batteria, percussioni, tamburello in Another Brick in the Wall Part 2
- Richard Wright – organo Hammond, pianoforte acustico e elettrico, sintetizzatori Prophet-5 e Minimoog, clavinet, bass pedals in Don't Leave Me Now

Altri musicisti
- Bruce Johnston, Toni Tenille, Joe Chemay, Stan Farber, Jim Haas, John Joyce – cori
- Bob Ezrin – armonium, sintetizzatore ARP String, pianoforte in Mother, One of My Turns, Nobody Home e The Show Must Go On – cori in Waiting for the Worms
- James Guthrie – piatti in The Happiest Days of Our Lives e Run Like Hell, sintetizzatore ARP Quadra in Empty Spaces e In the Flesh
- Michael Kamen – arrangiamenti per la New York Symphony Orchestra
- New York Opera – coro in Bring the Boys Back Home
- Lee Ritenour – chitarra ritmica ed acustica in Comfortably Numb
- Studenti della Islington Green School (organizzati da Alun Reshnaw) – coro in Another Brick in the Wall Part 2
- Fred Mandel – organo Hammond in In the Flesh? e In the Flesh
- Jeff Porcaro – batteria in Mother
- Bobbye Hall – bongos e congas in Run Like Hell
- Jon DiBlasi – chitarra classica in Is There Anybody Out There?
- Joe Porcaro, Blue Ocean e altri 34 batteristi di New York – rullante in Bring the Boys Back Home
- Harry Waters – voce del bambino in Goodbye Blue Sky
- Chris Fitzmorris – voce della segretaria in Young Lust
- Trudy Young – voce della groupie in One of My Turns

Produzione
- Bob Ezrin – produzione
- Roger Waters – produzione
- David Gilmour – produzione
- James Guthrie – produzione, supervisione al remastering
- Nick Griffiths – ingegneria del suono
- Patrice Quef – ingegneria del suono
- Brian Christian – ingegneria del suono
- Rick Hart – ingegneria del suono
- Phil Taylor – registrazione
- Doug Sax – mastering (edizione originale), remastering digitale (riedizioni EMI/Sony)
- Krieg Wunderlich – remastering digitale (edizione MFSL)
- Gerald Scarfe, Roger Waters – copertina

## Classifiche

### Classifiche settimanali
| Classifica (1979-2022) | Posizione massima |
| ---------------------- | ----------------- |
| Argentina              | 1                 |
| Australia              | 1                 |
| Austria                | 1                 |
| Belgio (Fiandre)       | 44                |
| Belgio (Vallonia)      | 20                |
| Canada                 | 1                 |
| Danimarca              | 6                 |
| Finlandia              | 4                 |
| Francia                | 1                 |
| Germania               | 1                 |
| Grecia                 | 1                 |
| Italia                 | 1                 |
| Messico                | 59                |
| Norvegia               | 1                 |
| Nuova Zelanda          | 1                 |
| Paesi Bassi            | 1                 |
| Polonia                | 11                |
| Portogallo             | 5                 |
| Repubblica Ceca        | 7                 |
| Regno Unito            | 3                 |
| Spagna                 | 1                 |
| Stati Uniti            | 1                 |
| Svezia                 | 1                 |
| Svizzera               | 1                 |
| Ungheria               | 28                |

### Classifiche di fine anno
| Classifica (1980) | Posizione |
| ----------------- | --------- |
| Australia         | 1         |
| Austria           | 1         |
| Canada            | 1         |
| Germania          | 1         |
| Italia            | 2         |
| Nuova Zelanda     | 1         |
| Paesi Bassi       | 8         |
| Regno Unito       | 28        |
| Spagna            | 1         |
| Stati Uniti       | 1         |
| Classifica (2020) | Posizione |
| Belgio (Fiandre)  | 195       |
| Belgio (Vallonia) | 195       |
| Italia            | 77        |
| Portogallo        | 56        |
| Classifica (2021) | Posizione |
| Belgio (Fiandre)  | 164       |
| Italia            | 81        |
| Portogallo        | 9         |
| Classifica (2022) | Posizione |
| Polonia           | 96        |
| Classifica (2023) | Posizione |
| Portogallo        | 22        |
| Classifica (2024) | Posizione |
| Croazia           | 40        |